# Gindibu

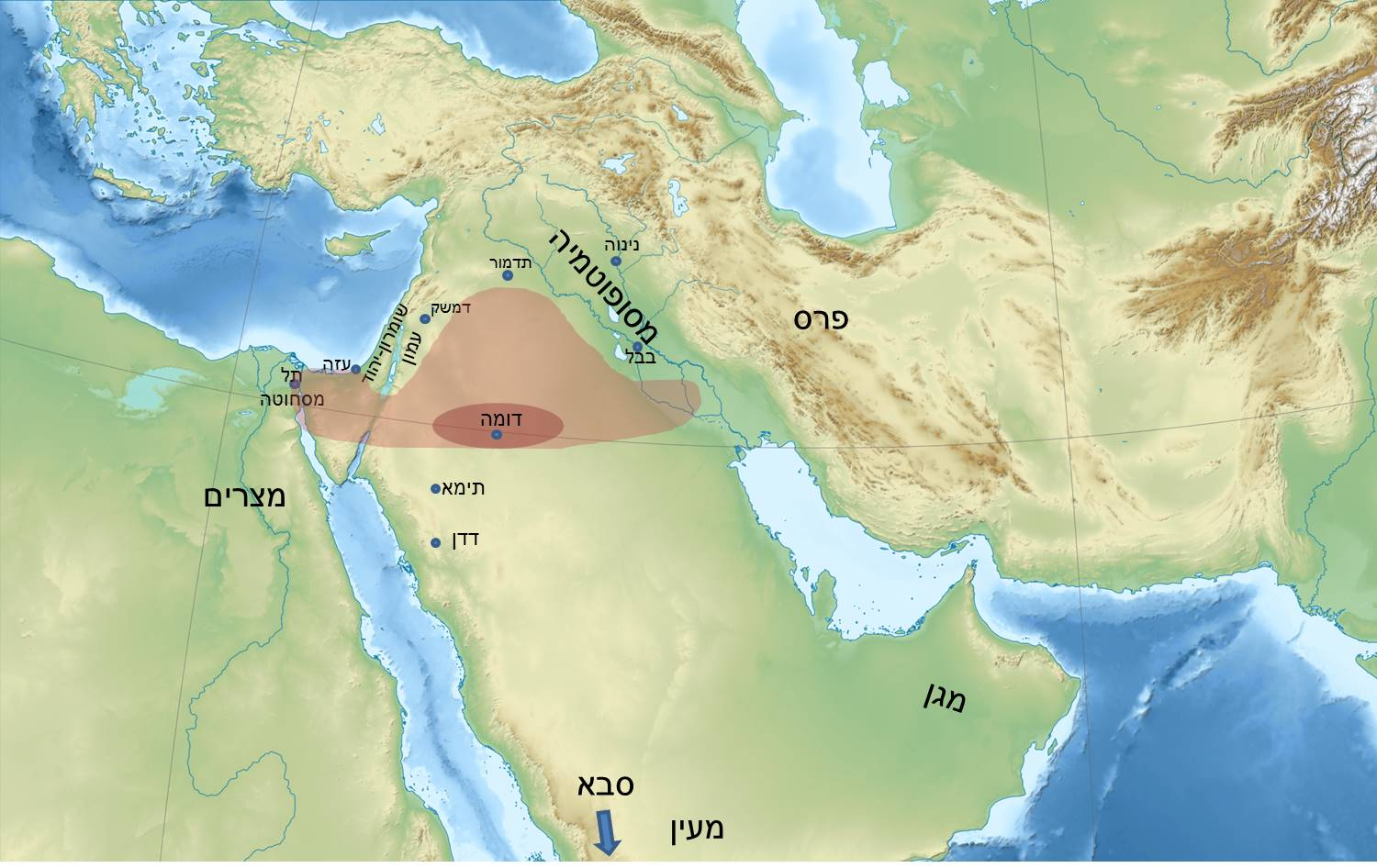
Medio Oriente en el a.c. Las zonas en rojo marcan la extensión del Reino de Qedar

Gindibu fue un gobernante del Reino de Qedar, quien dirigió a las fuerzas árabes en la Batalla de Qarqar (853 a. C.), como aliado de Ben Haddad, rey del estado arameo de Damasco, mientras luchaban contra Asiria. Aparece en el monolito de Karkh, en el que un escriba asirio registró una descripción del tamaño de las fuerzas enemigas que se enfrentaban al rey Salmaneser III, y un registro que contiene "la primera referencia conocida de los árabes como un grupo diferenciado". Poco más se sabe de Gindibu o los árabes de su tiempo.

## Documentación arqueológica
El nombre de Gindibu aparece solo una vez en un monumento de piedra escrito durante el reinado del rey asirio Salmanasar III, y fue encontrado en excavaciones arqueológicas en el año 1861, cerca de la aldea kurda de Kurdish, en el sureste de Turquía. Esta lápida probablemente fue realizada a fines del 853 a. C., o principios del 852 a. C., y describe las actividades de Salmanaser III en sus primeros seis años de gobierno, desde el año 859 a. C.

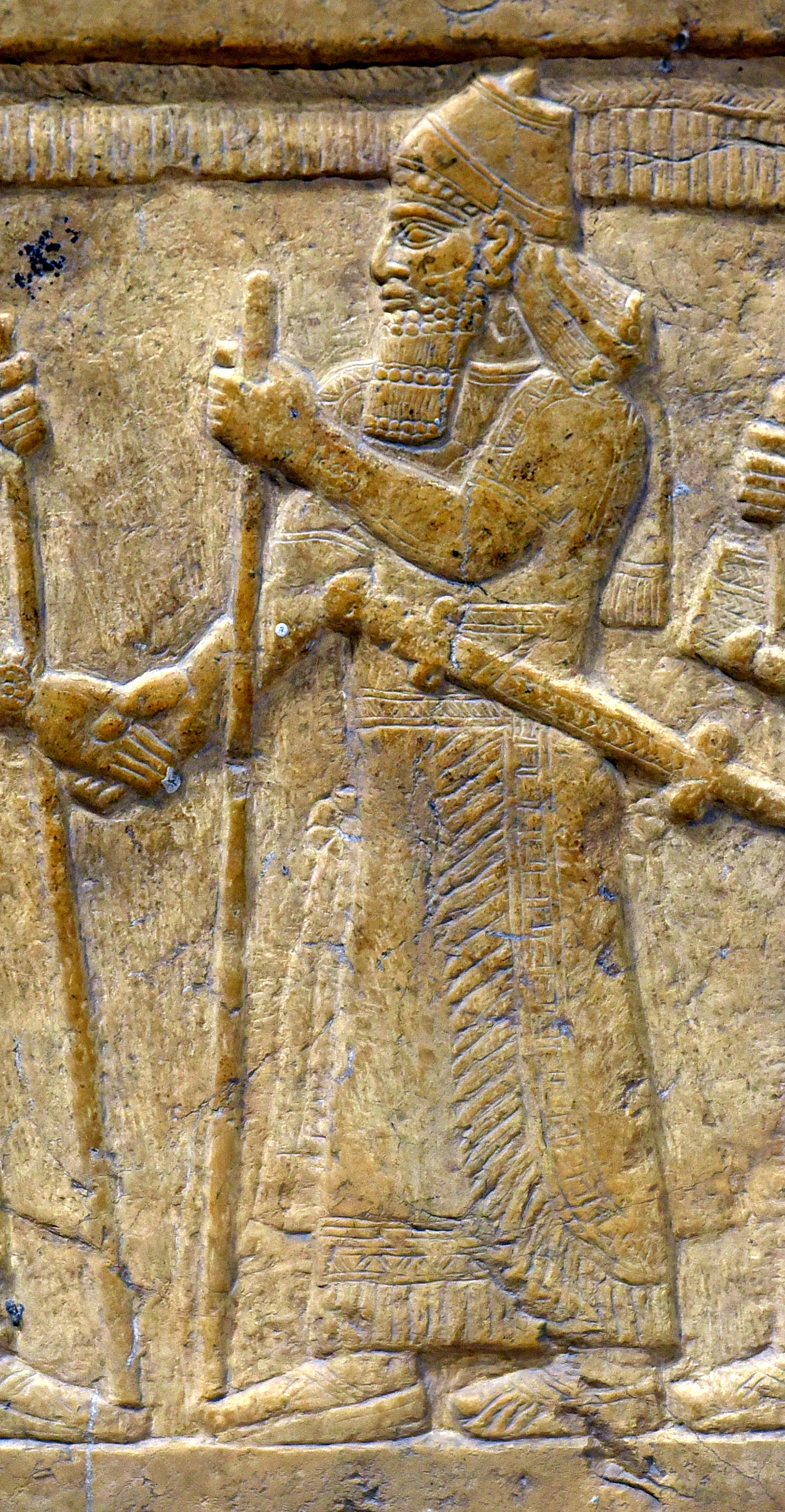
Bajorrelieve del rey asirio Salmanasar III

Entre los eventos descritos en su situación también se muestra la campaña de guerra del rey asirio contra una coalición de reyes que se unió contra él en el Imperio Occidental bajo el liderazgo de las azafatas del ejército, el rey de Hamat, y la participación de otros reyes en la región, como Hadadazer de Damasco y Ajab de Israel. La campaña de guerra terminó en una batalla.
Los participantes en la batalla también incluyen al "árabe Gindibu": 
"... 1,200 carros, 1,200 caballeros, 20,000 de Hadadazer de Damasco; 700 carros, 700 caballería, 10,000 legiones de milicianos de Hamat; 2,000 carros, 10,000 piernas de Ajab de Israel; 500 soldados ; 1,000 soldados de Egipto; 10 carros, 10,000 soldados de Arak; 200 soldados de Haredi el árabe; 200 soldados de Osnatu; 30 carros; 000 soldados de [...] Adenbel de Sina; 1,000 camellos de Gindibu el árabe;... soldados de la hierba. Un hijo de una calle de rápido movimiento; estos 12 reyes se ayudaron. Se enfrentaron a mí para la batalla y la guerra ... "
Según el estado de la guerra, Salmaneser III derrotó a la Coalición de los Reyes, pero basándose en el hecho de que tendría que luchar nuevamente en la misma área en los años siguientes, los investigadores creen que los resultados de la batalla no fueron concluyentes.
Más allá de esta documentación no hay información en los hallazgos arqueológicos u otros textos sobre Gindibu. La mención de Gindibu de un líder árabe es en realidad la primera vez en los textos que se encuentran en excavaciones arqueológicas el nombre de un líder árabe y el término "árabe" en general.

## Etimología
El nombre Gindibu es la versión de su nombre en idioma acadio, en el que se escribió una lápida. Los investigadores estiman que su nombre original era Gundub, Gindub o Gundab.  La palabra árabe significa saltamontes. El uso del nombre de animales para los nombres de las personas es bien difundido en los idiomas semíticos, ya que tales figuras se conocen en la Biblia: Raquel (oveja), Caleb (perro), Elanathan Ben-Ajbor (ratón), etc.

## Reinado

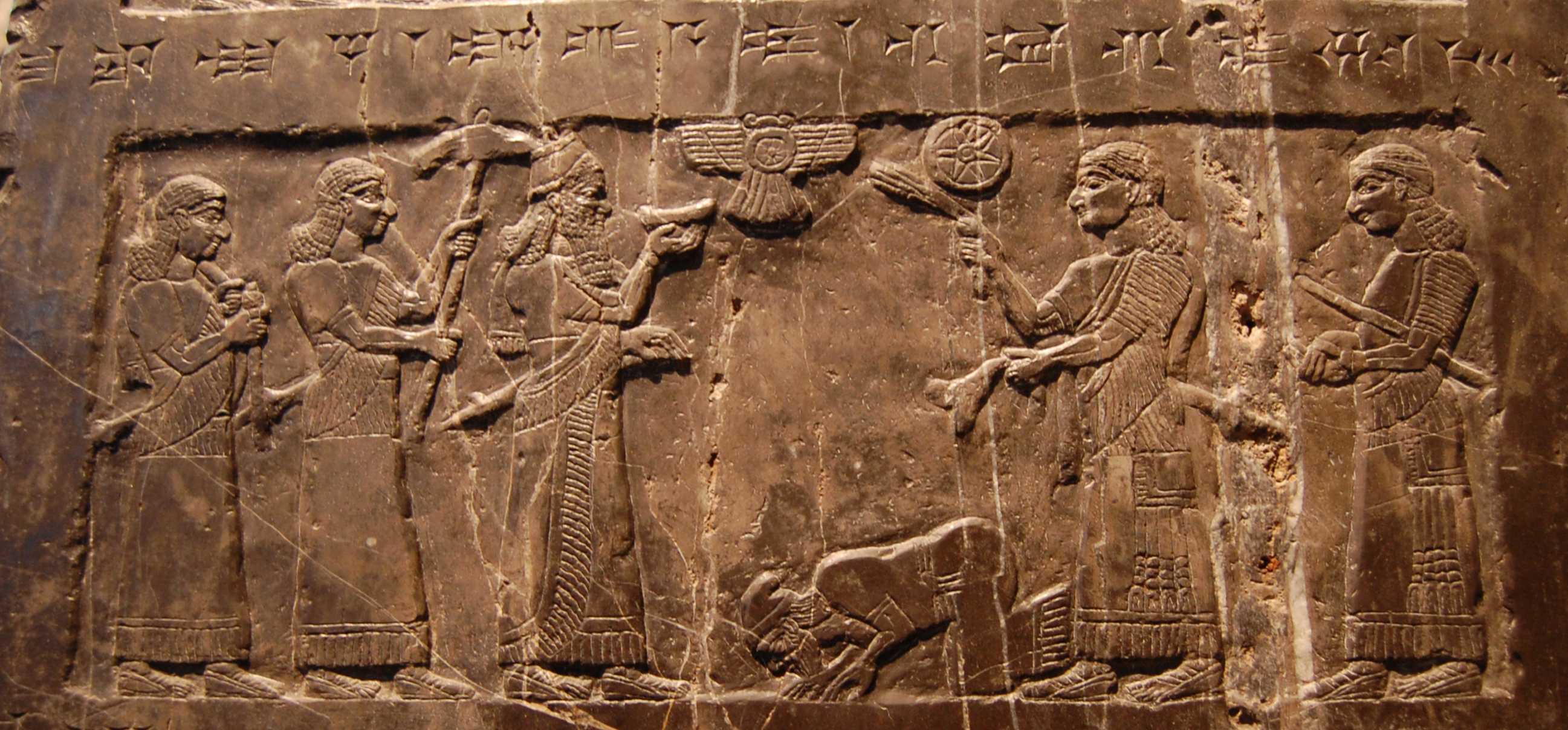
El Obelisco Negro de Salmanasar III, donde se representa al rey Jehú de Israel sirviendo y entregándole tributos

Debido a la completa falta de información sobre Gindibu más allá de su breve mención de la necesidad, no se sabe nada sobre su estado oficial, el área en la que se encontraba y las circunstancias de su participación en el conflicto asirio a mediados del siglo IX a. C. Sin embargo, sobre la base del análisis de otros documentos asirios, los académicos formularon una evaluación de los problemas. En su estudio de los árabes en el período temprano, se señala que los registros anteriores y posteriores de Salmanasar III sobre la campaña de la guerra en Damasco y el Corán en el 841 a. C., o después de la rendición de la Tercera Rebelión aramea de Barad en el 805 a. C., no están presentes o La conclusión árabe, a su entender, es que no había presencia árabe en Damasco durante el siglo IX a.c.
El carácter de Gindibu en la batalla estaba lejos del foco de su vida regular, y la tribu de Gindibu se encontraba predominantemente en la región del norte de Arabia, en la región de Wadi Sirhan, al norte de la península arábiga al oeste de Mesopotamia, o en la actual Jordania. Y sus lazos con los ejércitos israelíes y el rey Ajab de Israel reflejan intereses económicos, particularmente en el comercio, y han estado preocupados por estos intereses como resultado del fortalecimiento del tercer comercio de Shalman en el área occidental del cielo. Estima que incluso si su camello de 1,000 fuera una exageración típica para tales situaciones, Probablemente reflejó su estado significativo y masivo Yen ganó un líder regional influyente.
La investigación de Jan Rest sobre el mismo tema también apunta al área de Wadi Sirhan como la fuente del asiento estimado de Gindibu e incluso lo enfoca en el oasis en la región de El Azarek. En el contexto de los pocos detalles conocidos de Gindibu, los camellos querían ser analizados en lápidas y relieves asirios. Según él, la descripción más adecuada del camello de Gindibu se encuentra en los relieves de bronce en la ciudad de Emgar-Anilil (hoy en día Belawat) que representa una batalla en el norte de Siria en el año 858 a.c. Esta conducción implica el uso del camello como un medio comercial y no de combate (donde la silla de montar está montada en el centro de la joroba y permite disparar flechas mientras se conduce). Sobre esta base, se pensó que el papel de Gindibu fue en gran medida logístico y que en realidad no habría participado en el combate.
En cualquier caso, el surgimiento documentado de Gindibu fue el inicio para las numerosas apariciones del pueblo árabe en los textos asirios y babilonios de mediados del siglo IX a. C. a causa de la fricción que estos imperios tenían en toda la región árabe de Soro.